# Genji Monogatari (Miki)
Genji Monogatari és una òpera del japonès Minoru Miki, amb el libretto de Colin Graham, basada en l'obra homònima de la literatura clàssica japonesa, escrita al segle xi per Murasaki Shikibu. L'òpera es va compondre el 1999 i va estrenar-se el juny del 2000 a l'Òpera Teatre de Saint Louis (OTSL) als Estats Units, amb Graham dirigint-ne la producció. Els protagonistes de la producció de l'OTSL van participar en l'estrena de l'obra al Japó el 20 de setembre de 2001.
La història de l'òpera es deriva principalment dels tres primers llibres de la novel·la.